# Xian de Shouyang
Le xian de Shouyang (寿阳县 ; pinyin : Shòuyáng Xiàn) est une subdivision de la province du Shanxi en Chine. Il est placé sous la juridiction administrative de la ville-préfecture de Jinzhong.

## Démographie
La population du district était de 212 123 habitants en 1999.